# Jørgen Swane
Hans Jørgen Swane (født 27. oktober 1821 i København, død 23. juni 1903 i Viborg) var en dansk teolog og den 36. biskop over Viborg Stift fra 1878 til 1901.

## Karriere
Swane blev i 1838 student fra Vestre Borgerdydskole på Christianshavn. Fem år senere i 1843 bestod han den teologiske embedseksamen fra Københavns Universitet. Under teologistudiet var det især Biskop Hans Lassen Martensen, der havde stor åndelig indflydelse på Swane, hvorimod han ikke havde meget tilovers for professor Henrik Nicolai Clausen. Swane havde om Clausen skrevet i sin dagbog: "Onkel Clausens Exegese er noget gammelt forrøget Tøj".
I 1846 rejste Swane til Italien og opholdt sig blandt andet i Rom. Her var han underviser og havde blandt andre billedhugger Bertel Thorvaldsens dattersøn Albert som elev. Årene i Italien blev ofte brugt i selskab med nordiske kunstnere. Efter hjemkomsten til Danmark i 1848 blev Swane i 1849 ansat som adjunkt på Sorø Akademi. Her blev omgangskredsen udvidet med bl.a. B.S. Ingemann, Biskop Kierkegaard og Johannes Ferdinand Fenger.
Han fik i 1857 ansættelse som sognepræst for sognene i Hjermind, Lee og Hjorthede i Midtjylland. Swane var under opholdet i Sorø blevet ven med H.C. Andersen, og de havde flere sammenkomster. Det var under et ophold i Swanes embedsbolig, præstegården i Hjermind, at Andersen skrev teksten til "Jylland mellem tvende have". Swane blev i 1860 provst over Middelsom Herred. I 1868 søgte han og blev ansat som provst for Skippinge Herred og sognepræst i Føllenslev- og Særslev Sogn i Nordvestsjælland.
Hans Jørgen Swane havde før og under sit ophold i sognene i Viborg Stift fået et godt forhold til biskop Otto Laub. Laub så ham som et teologisk talent, og det var derfor naturligt, at Laub i 1871 hentede Swane tilbage til Jylland, da stiftet og Viborg Domkirke manglede en ny stiftsprovst efter Frederik Peter Welding, ligesom han blev præst for Asmild- og Tapdrup Kirke. Domkirken lukket på grund af delvis nedrivning og genopbygning.

### Biskop
Da Otto Laub skulle afløses som biskop over Viborg Stift i 1878 som følge af sygdom, opstillede Swane til bispevalget. På grund af stillingen som biskop Laubs stedfortræder som stiftsprovst og gode forhold til denne, udpegede Kong Christian IX og kultusminister Johan Christian Henrik Fischer Swane til den 36. biskop over Viborg Stift med virkning fra 1. maj 1878. Han og hans familie kunne nu flytte ind i Bispegården i Viborg.
Viborg Domkirke havde ved Swanes ordinering som biskop kun været åben i to år siden lukningen i 1862. Derfor ventede flere store udfordringer ham som ny biskop over stiftet. Han var primus motor for at sætte kirken i fokus efter åbningen, lige som han var idémand til Joakim Skovgaards fresko-malerier i det store kirkerum.
Hans Jørgen Swane var en konservativ biskop. Han var modstander af ændringer i kirkelige ritualer, lige som han mente, at et ny udgave af salmebogen og ny oversættelse af Biblen var overflødig.
Da Swane i 1901 som 80-årig gik på pension, var han blevet respekteret hos de lokale menigheder i stiftet og hos embedsværket i København. Derfor havde det også indflydelse på, at Alfred Sveistrup Poulsen blev hans efterfølger, da Swane havde anbefalet ham som sin afløser.
Jørgen Swane blev Ridder af Dannebrog 1874, Dannebrogsmand 1876, Kommandør af 2. grad 1887 og af 1. grad 1894 og fik Storkorset i 1900.

## Privat
Hans Jørgen Swane er søn af mægler Lars Swane (1790–1874) og Julie Annette Clausen (1795–1887). Den 21. marts 1850 blev han i Vor Frue Kirke i København gift med Magdalene Sørena Bruun (1827-1909) fra Asmild i Viborg.
Swane var halvfætter til B.S. Ingemann, som stod fadder til Swanes første barn, Peter Daniel Swane.
Han er begravet på kirkegården ved Asmild Kirke.
Der findes portrætmalerier af Wilhelm Marstrand 1848 (familieeje) og August Jerndorff 1890 (Viborg Domkirke). Tegninger af F.C. Lund ca. 1875 og af Frederik Rohde (begge familieeje som Silhouet ca. 1842). Der findes fotografier af Thora Hallager og Harald Lønborg (Christen E. Jørgensens Eftf.)